# ルイスツノヒョウタンクワガタ
ルイスツノヒョウタンクワガタは昆虫綱甲虫目クワガタムシ科に属するクワガタムシ。体長が15mm程の小型種。

## 特徴
全身が艶のある黒。大顎の最大の内歯は顎そのものとほぼ同寸で、内ならぬ左右上方に曲線を描いて展開する。故に、和名は角のあるヒョウタンクワガタ、ツノヒョウタンクワガタとなった。その他にも大小2対の内歯があり、根元のほうの内歯が先端のものよりも大きくなる。大顎の長さ、形状に性差は認められない。他の小型種と同様、よく知られているクワガタムシのように極端に発達することはない。
前翅には深い点刻が列状につながって並び、前胸背板が広い。前胸背板の前方には突起があるが、これはオスに明瞭である。頭部にも左右に突起がある。

## 分布
日本では、和歌山県、四国、九州の太平洋沿岸に見られると言われているが、四国に関しては疑う声もある。それ以外では九州島嶼部の対馬、屋久島・種子島・黒島に、南西諸島では広くトカラ列島の中之島・諏訪瀬島・悪石島、奄美群島の奄美大島・徳之島、沖縄本島などに見られ、採集も容易であるといわれている。日本以外では台湾緑島・海南島などに確認されている。
ツノヒョウタンクワガタ属はアジアからアフリカを分布の拠点とする熱帯性のクワガタムシで、本種の分布が南西諸島及び本土でも太平洋側に限られているのは、クワガタムシの生息していた朽ち木が台風や黒潮によって流れ着いたものだとする説がある。

## 生態
朽ち木に幼虫、成虫共に集団で生活しているが、チビクワガタ属のように社会性を持つのかは定かではない。肉食性で、飼育下では主にドッグフードやミールワームを与えられている。
蛹からの羽化後、体が完全に黒くなるまでに時間を要することが知られている。